# Boronia mollis
Boronia mollis là một loài thực vật có hoa trong họ Cửu lý hương. Loài này được A.Cunn. mô tả khoa học đầu tiên năm 1841.